# Two California Plaza
Two California Plaza es un rascacielos de 229 m (751 pies) de altura situado en el distrito Bunker Hill de downtown Los Angeles, California. La torre es parte del proyecto California Plaza, que consiste en dos exclusivos rascacielos, One California Plaza y Two California Plaza. La Plaza también alberga el Museo de Arte Contemporáneo de Los Ángeles (MOCA), la Escuela Colburn de Artes Escénicas, el Hotel Los Angeles Omni y una piscina de 1,5 acres (0,61 ha).
Completado en 1992 por Hathaway Dinwiddie Construction Company, Two California Plaza tiene 1 329 000 ft² (123 000 m²) de espacio de oficinas. Las torres fueron diseñadas por Arthur Erickson Architects y nombradas Edificio del Año BOMA en 1997 y 2001.
California Plaza fue un proyecto de 10 años y US$ 1.200 millones. Comenzado en 1983, Two California Plaza fue completada en 1992 durante una importante caída en el mercado de bienes inmuebles de downtown Los Angeles. La torre abrió con solo el 30 por ciento de su espacio alquilado y las tasas de desocupación conjunta de oficinas en downtown cerca del 25 por ciento. Hubo 10 años antes de que se completara un edificio alto importante de nuevo en downtown Los Ángeles.
California Plaza fue planeada originalmente para incluir tres torres de oficinas en lugar de los dos completadps. Three California Plaza con 65 plantas, fue planeada para un solar justo al norte de 4th Street, al otro lado de Olive Sreet desde los dos primeros rascacielos de California Plaza y se planeó que albergara la sede permanente del Metropolitan Water District.
La construcción y el coste de US$23 millones del MOCA Grand Avenue Building era parte de un acuerdo mediado por la ciudad con el promotor del proyecto de replanificación de California Plaza, Bunker Hill Associates, que recibió el uso de una parcela de propiedad pública de 11 acres (4,5 ha) de superficie.

## Más información
- Cameron, Robert (1990). Above Los Angeles (en inglés). San Francisco: Cameron & Company. ISBN 9780918684486.

- Datos: Q2319313
- Multimedia: Two California Plaza / Q2319313